# Ad-Dik
Ad-Dik (arab. الديك) – wieś w Syrii, w muhafazie Aleppo, w dystrykcie Afrin. W 2004 roku liczyła 361 mieszkańców.